# Блэйсделл, Джордж Грант
Джордж Грант Блэйсделл (англ. George Grant Blaisdell; 5 июня 1895 — 4 октября 1978) — американский изобретатель, прославившийся созданием в 1932 году зажигалки Zippo. Блэйсделл взял за основу австрийскую зажигалку и внёс в неё небольшие изменения.

## Смерть
Блэйсделл умер 4 октября 1978 года в Майами-Бич в возрасте 83 лет. После его смерти его дочери, Харриетт Б. Уик (Harriett B. Wick) и Сара Б. Дорн (Sarah B. Dorn), унаследовали бизнес. В 1980-х и 90-х, компания принадлежала шести членам семьи Блэйсделл, включая его дочерей и внуков. На сегодняшний день, Джорж Б. Дьюк (George B. Duke), внук Блэйсделла и  сын Сары Дорн, является единственным владельцем компании.